# 国立5·18民主墓地
国立5·18民主墓地（韓語：국립5·18민주묘지）是韩国的一座公墓，位於光州廣域市北区，由韩国政府在1997年建立，安葬光州民主化运动受难者。每年5月光州事件纪念日，会有大量民众前往纪念逝者。

## 历史
光州事件，也称光州民主化运动，發生於1980年5月18日，是光州市民针对全斗焕独裁军部统治发起的民主运动，被军部暴力镇压。金泳三执政时期，开展一项运动，将5·18民主墓地变成了一个民主圣地。

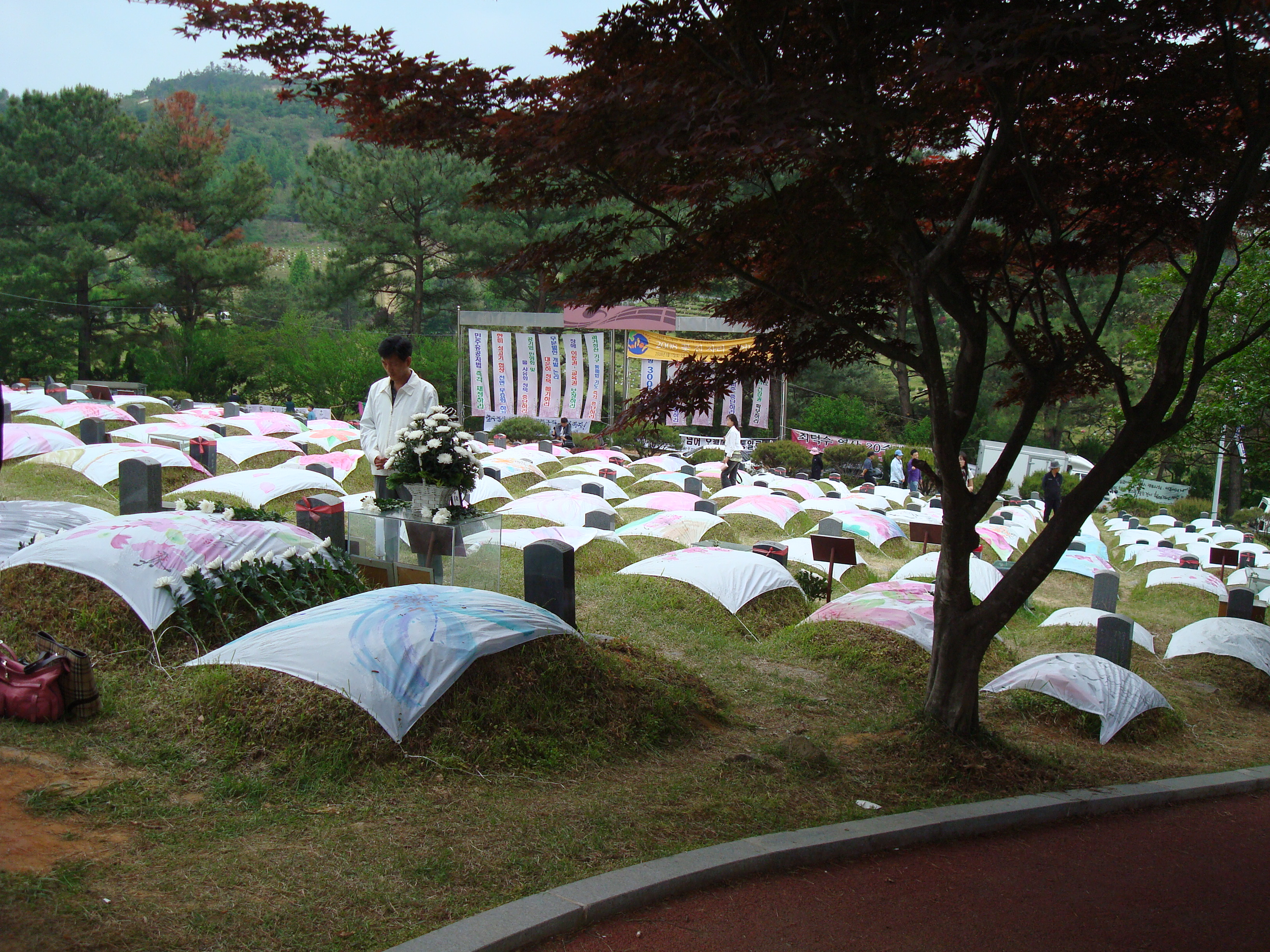
望月洞墓地

光州事件后，遇难者遗体被运送到望月洞的一个墓地埋葬，此处被称为“5·18墓地”或“望月洞5.18墓域”。部分遗体当时是用垃圾车运送到墓地的，由于此处享有民主圣地的声誉，军方曾多次计划摧毁，但最终未能实现。
韩国迈入民主化时期后，1993年宣布了建立公墓的计划，为5.18受难者建立一个新的公墓。1994年11月开始兴建，1997年5月正式启用，望月洞墓地的大部分遗体被重新安葬在新的公墓，旧墓地则成为望月墓地公园（망월묘지공원）。
2002年7月27日，金大中总统签署总统令，将5.18公墓提升为国家公墓，并于2006年1月30日改名为国立5·18民主墓地。每年5月都会举行纪念活动，民众前往新老墓地向逝者表示敬意。

## 墓地

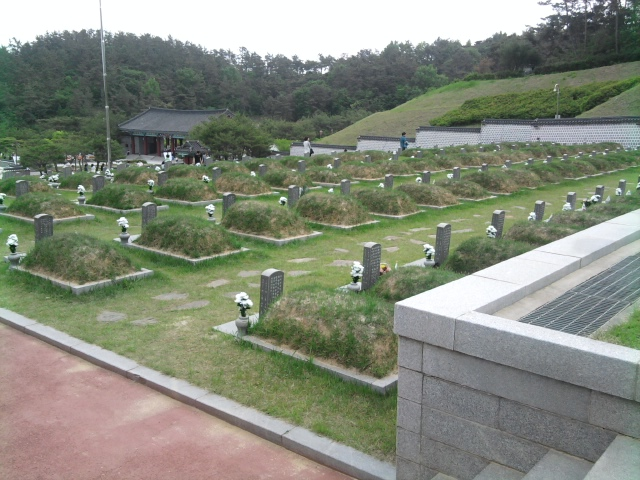
公墓第三区域

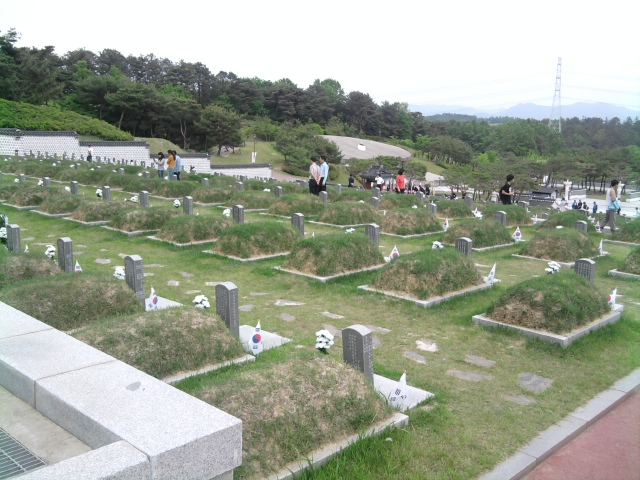
公墓第四区域

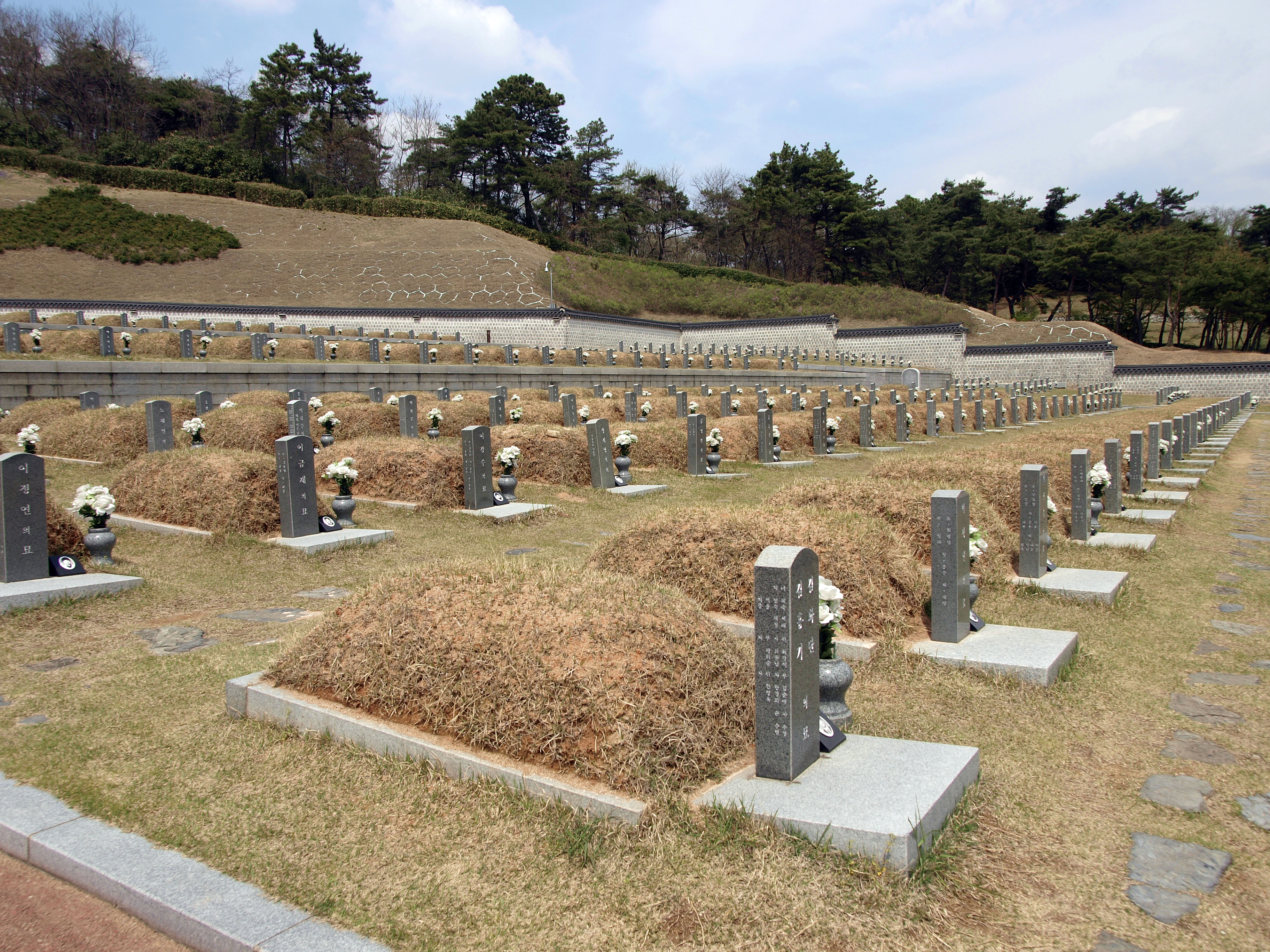
国立5·18民主墓地

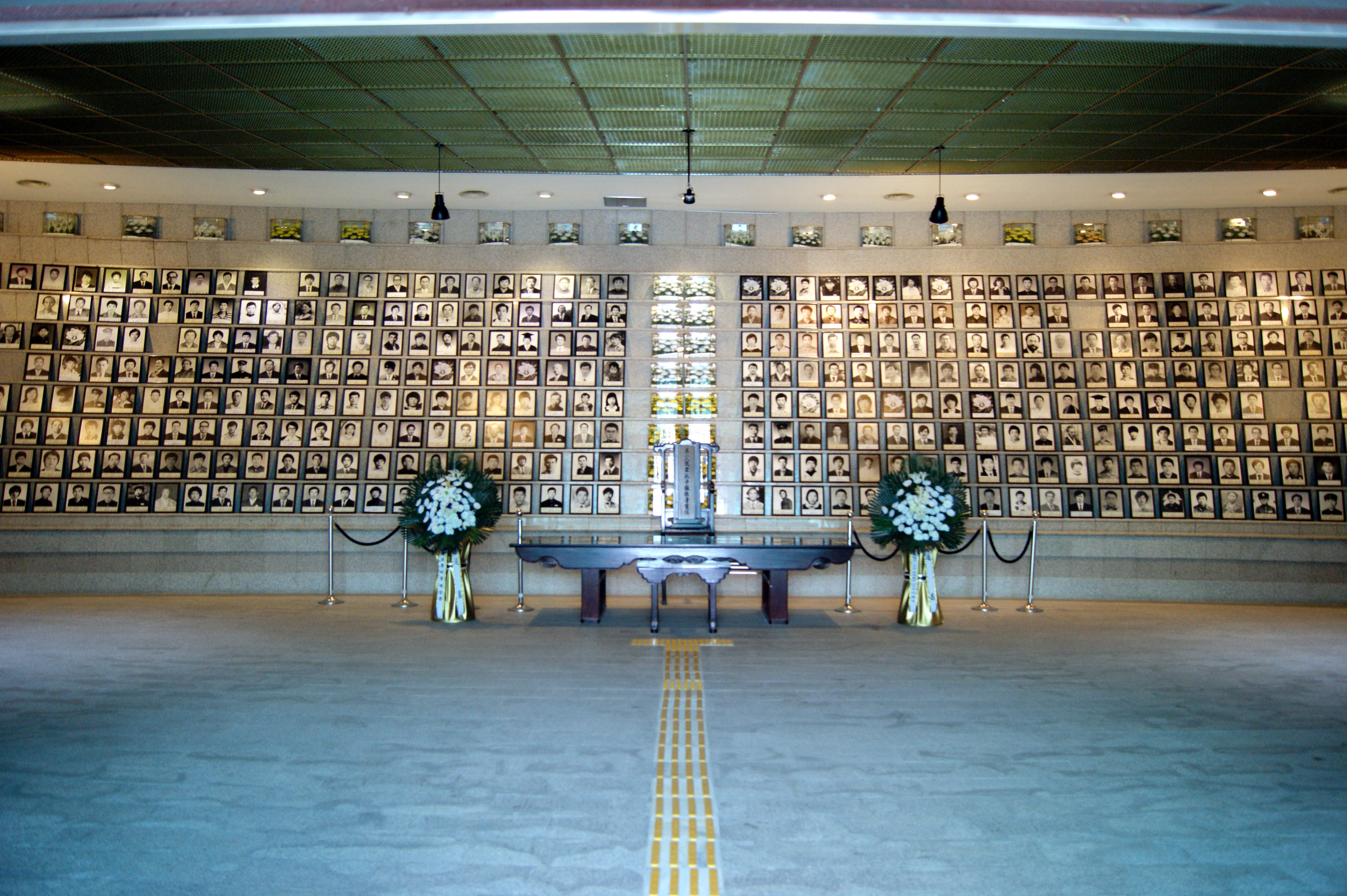
纪念馆

- 容积: 784[8]
- 墓地数量: 482[8]